# Saxitoxin
Saxitoxin (STX) là một độc tố thần kinh mạnh và là độc tố gây liệt nổi tiếng nhất trong các loài giáp xác. Việc con người nuốt phải saxitoxin, thường là do ăn phải các loài giáp xác bị nhiễm tảo độc nở hoa, là nguyên nhân gây ra căn bệnh được gọi là ngộ độc giáp xác (PSP).
Thuật ngữ saxitoxin bắt nguồn từ tên chi của loài trai bơ (Saxidomus), nơi nó được phân lập lần đầu tiên. Tuy nhiên, thuật ngữ saxitoxin cũng có thể dùng để chỉ toàn bộ hơn 50 loại độc tố thần kinh có cấu trúc tương tự (được gọi chung là "saxitoxin") do sinh vật nguyên sinh, tảo và vi khuẩn lam tạo ra, bao gồm saxitoxin (STX), neosaxitoxin (NSTX), gonyautoxin (GTX) và decarbamoylsaxitoxin (dcSTX).
Saxitoxin có tác động lớn đến môi trường và kinh tế, vì sự hiện diện của nó trong các loài nhuyễn thể hai mảnh vỏ như trai, nghêu, hàu và sò điệp thường dẫn đến lệnh cấm đánh bắt nhuyễn thể thương mại và giải trí ở nhiều vùng nước ven biển ôn đới trên khắp thế giới, bao gồm Đông Bắc và Tây Hoa Kỳ, Tây Âu, Đông Á, Úc, New Zealand và Nam Phi. Tại Hoa Kỳ, ngộ độc nhuyễn thể gây liệt đã xảy ra ở California, Oregon, Washington, Alaska và New England.